# Beauchêne (Loir-et-Cher)
Beauchêne is een gemeente in het Franse departement Loir-et-Cher (regio Centre-Val de Loire) en telt 142 inwoners (1999). De plaats maakt deel uit van het arrondissement Vendôme.

## Geografie
De oppervlakte van Beauchêne bedraagt 9,8 km², de bevolkingsdichtheid is 14,5 inwoners per km².
De onderstaande kaart toont de ligging van Beauchêne (Loir-et-Cher) met de belangrijkste infrastructuur en aangrenzende gemeenten.

## Demografie
Onderstaande figuur toont het verloop van het inwonertal (bron: INSEE-tellingen).

1. ↑  Populations de référence 2022.